# Ibrahima Yattara
Ibrahima Yattara (ur. 3 czerwca 1980 w Kamsarze) – piłkarz gwinejski grający na pozycji ofensywnego pomocnika.

## Kariera klubowa
Pierwszym klubem w karierze Yattary był AS Mineurs i w 1999 roku zadebiutował w jego barwach w pierwszej lidze gwinejskiej. W 1999 roku odszedł do Athlético de Coléah ze stolicy kraju, Konakry, w którym grał przez jeden sezon. W 2000 roku Gwinejczyk został piłkarzem belgijskiego Royal Antwerp FC. 21 października 2000 zadebiutował w Eerste Klasse w wygranym 1;0 wyjazdowym meczu z KSC Lokeren. W sezonie 2000/2001 był rezerwowym w Royal Antwerp i rozegrał 7 spotkań, ale już od następnego występował w pierwszym składzie. W Royal Antwerp grał do lata 2003 roku.
Kolejnym klubem w karierze Yattary został turecki Trabzonspor, do którego przeszedł za 300 tysięcy euro. W tureckiej Superlidze swoje pierwsze spotkanie rozegrał 9 sierpnia 2003 przeciwko Konyasporowi (3:3). W 66. minucie tego meczu zdobył swojego pierwszego gola dla Trabzonsporu. W 2004 roku został z Trabzonsporem wicemistrzem Turcji, a także zdobył Puchar Turcji, dzięki zwycięstwu 4:1 w finale nad Gençlerbirliği Ankara. W sezonie 2004/2005 ponownie został wicemistrzem kraju. W kolejnych latach nie osiągał większych sukcesów z Trabzonsporem i dopiero w 2009 roku zajął z nim 3. miejsce w lidze za Beşiktaşem JK i Sivassporem. W 2011 roku wywalczył wicemistrzostwo Turcji.
Latem 2011 Yattara przeszedł do Al-Szabab Rijad.
| Sezon   | Klub                  | Kraj             | Rozgrywki      | Mecze | Bramki |
| ------- | --------------------- | ---------------- | -------------- | ----- | ------ |
| 2000/01 | Royal Antwerp FC      | Belgia           | Eerste Klasse  | 7     | 0      |
| 2001/02 | Royal Antwerp FC      | Belgia           | Eerste Klasse  | 29    | 6      |
| 2002/03 | Royal Antwerp FC      | Belgia           | Eerste Klasse  | 28    | 4      |
| 2003/04 | Trabzonspor           | Turcja           | Süper Lig      | 30    | 6      |
| 2004/05 | Trabzonspor           | Turcja           | Süper Lig      | 28    | 8      |
| 2005/06 | Trabzonspor           | Turcja           | Süper Lig      | 32    | 7      |
| 2006/07 | Trabzonspor           | Turcja           | Süper Lig      | 18    | 2      |
| 2007/08 | Trabzonspor           | Turcja           | Süper Lig      | 32    | 3      |
| 2008/09 | Trabzonspor           | Turcja           | Süper Lig      | 27    | 3      |
| 2009/10 | Trabzonspor           | Turcja           | Süper Lig      | 5     | 0      |
| 2010/11 | Trabzonspor           | Turcja           | Süper Lig      | 21    | 3      |
| 2011/12 | Al-Szabab Rijad       | Arabia Saudyjska | Premier League | 14    | 4      |
| 2012/13 | Mersin İdman Yurdu    | Turcja           | Süper Lig      | 4     | 0      |
| 2013/14 | UR La Louvière Centre | Belgia           | Derde klasse   | 22    | 3      |
| 2014/15 | UR La Louvière Centre | Belgia           | Derde klasse   | 2     | 0      |

## Kariera reprezentacyjna
W reprezentacji Gwinei Yattara zadebiutował w 2002 roku. W 2004 roku został powołany na Puchar Narodów Afryki 2004 i wystąpił tam w jednym spotkaniu, przegranym 1:2 z Kenią. Z kolei w 2006 roku w Pucharze Narodów Afryki 2006 rozegrał dwa mecze: z Zambią (2:1) i z Tunezją (3:0).